# Edgard Tytgat
Edgard Tytgat, né le 28 avril 1879 à Bruxelles et mort le 11 janvier 1957 à Woluwe-Saint-Lambert (région de Bruxelles-Capitale), est un peintre, dessinateur, graveur, aquafortiste, graveur sur bois, lithographe, illustrateur et conteur belge. 

## Biographie
Edgard Tytgat naît le 28 avril 1879 à Bruxelles. Son père est graveur en taille-douce et imprimeur. Son frère, Médard Tytgat (1871-1948), et le petit-fils de ce dernier, Médard-Siegfried Tytgat (1916-1997), sont également peintres.
Il passe son enfance à Bruges. D'abord apprenti chez un horloger de 1893 à 1895, Edgard Tytgat travaille ensuite chez son père. 
De 1897 à 1900, il suit les cours du soir à l’Académie royale des beaux-arts de Bruxelles et à temps plein en 1901 notamment chez Constant Montald. C’est là qu’il noue des amitiés avec d’autres futurs peintres, dont Rik Wouters et Fernand Verhaegen. Il les représentera d’ailleurs tous deux, accompagnés de leur épouse, dans un dessin à l’encre de Chine La Ligue des peintres wallons, Doe stil voort vers 1907, alors qu'il est installé à Watermael. Le musée communal de Bruges (nl) conserve une de ses œuvres représentant Aline, l’épouse de son ami Fernand Verhaegen, au balcon, lors de la kermesse de Watermael-Boitsfort en 1911.
Pendant la Première Guerre mondiale, il quitte la Belgique pour se réfugier en Angleterre. Il ne revient qu’en 1920, pour s’installer définitivement à Woluwe-Saint-Lambert en 1923 avec son épouse et modèle (Portrait de la femme de l'artiste - 1922, Rotterdam, Musée Boijmans Van Beuningen).
Il est membre de l'Art contemporain, du groupe des IX, de Sélection et du Centaure et participe (1901-1903) au salon triennal d'Anvers. Il est présent dans de très nombreuses expositions, entre autres : Twenty-one Gallery (Londres, 1920), galerie Selection (Bruxelles, 1921-1922), galerie Le Centaure (Bruxelles, 1923-1926-1928-1930-1932), Stedelijk Museum Amsterdam (1950-1951) et présente des rétrospectives au palais des beaux-arts de Bruxelles, en 1931 et 1951 et des expositions personnelles au Musée Boijmans Van Beuningen à Rotterdam en 1940, à la biennale de Venise en 1952.
Il avait une maîtrise remarquable de l'art du lavis, surtout après 1926 (Le Sacrifice d'Iphigénie, 1929, Amsterdam, Rijksmuseum). Comme graveur et xylographe, il a illustré de nombreux ouvrages (Le Petit Chaperon rouge, La Flûte enchantée, etc.). L’imagerie était son point fort. Son ami Verhaegen a gravé une eau-forte le représentant intitulée L’imagier. Il a également illustré des textes de Félix Timmermans, Gérard Walschap ou encore Michel de Ghelderode, ainsi que son œuvre littéraire personnelle dans un esprit parfois libertin (Huit dames et un monastère - 1944, édité en 1974 à Bruxelles).
Il était membre de l'Académie libre de Belgique (fondation Edmond Picard) et de l'Académie royale flamande de Belgique.
À la suite de son décès le 10 janvier 1957 à Woluwe-Saint-Lambert, il reçoit des funérailles à l'église Saint-Henri de Woluwe-Saint-Lambert.

## Style artistique
Après avoir subi l'influence impressionniste qui marquera durablement sa palette, il s'oriente vers l'expressionnisme, poussé par le critique André de Ridder en 1924 en y associant associe le naïf. En effet sa peinture, d'un style inspiré du postimpressionnisme, est souvent qualifiée de peinture naïve, avec des scènes de la vie quotidienne, des intérieurs, des kermesses, des amoureux, mais non dépourvues d’une douce poésie (Dimanche après-midi, 1927, Bruxelles, Musées royaux des Beaux-Arts).
En 1932, à la fin de son contrat avec la galerie Le Centaure, il se dégage de cette tendance. Il interroge la nature, le spectacle de la vie et voyage en Italie et au Portugal.
En fin de vie, il aborde la représentation de légendes mythologiques sur un mode d'expression proche d'une forme de peinture naïve. Dans son Histoire des six princesses (1949, Bruxelles, Etat belge), il se complaît dans un érotisme nuancé de sadisme. De nombreux croquis et projets sont consacrés à ce thème avec une prédilection marquée pour les jeunes femmes nues et livrées à d'étranges supplices.

## Sélection d'œuvres
- Mon portrait en mon village, 1909, huile sur toile, 71 × 51 cm, Musée royal des Beaux-Arts d'Anvers[5]
- Effet neige à Watermael, 1913, huile sur toile, 69 × 64 cm, Musée de Fundatie, Zwolle et Heino[6]
- Modèle dans l'atelier, 1918, huile sur toile, 62 × 75 cm, Musée royal des Beaux-Arts d'Anvers[7]
- La Natte, 1919, 76 × 61 cm, Stedelijk Museum Amsterdam[8]
- Bouquet de fleurs, 1920, huile sur toile, 44 × 38 cm, Musée de Grenoble[9]
- Bouquet de fleurs ‘Envie’, 1920, Sur papier, 29 × 23 cm, Musée Groeninge, Bruges[10]
- Portrait de la Femme de l'artiste, 1922, huile sur toile, 64 × 56 cm, Rotterdam, Musée Boijmans Van Beuningen[11]
- Le Marchand de coco, 1927, huile sur toile, 81 × 100 cm, Musées royaux des Beaux-Arts, Bruxelles[12]
- Tytgat et les figures de cire, 1927, huile sur toile, 81 × 105 cm, Musée de Grenoble[13]
- La Salle de consultation, 1932, huile sur toile, 65 × 81 cm, Musée d'Art à la mer, Ostende[14]
- L'Atelier du peintre (Contre-jour dans l’atelier), 1934, huile sur toile, 80 × 100 cm, Musée des Beaux-Arts de Gand[15]
- Quatre filles nues sur un bateau, 1950, huile sur toile, 89 × 116 cm, Musée des Beaux-Arts de Gand[16]
- Embarquement d'Iphigénie vers l'île du sacrifice, 1950, huile sur toile, 98 × 130 cm, Musées royaux des Beaux-Arts, Bruxelles[17]
- Une page d'une nuit de songe d'une novice, 1954, huile sur toile, 90 × 115 cm, Musée d'Art à la mer, Ostende[14]

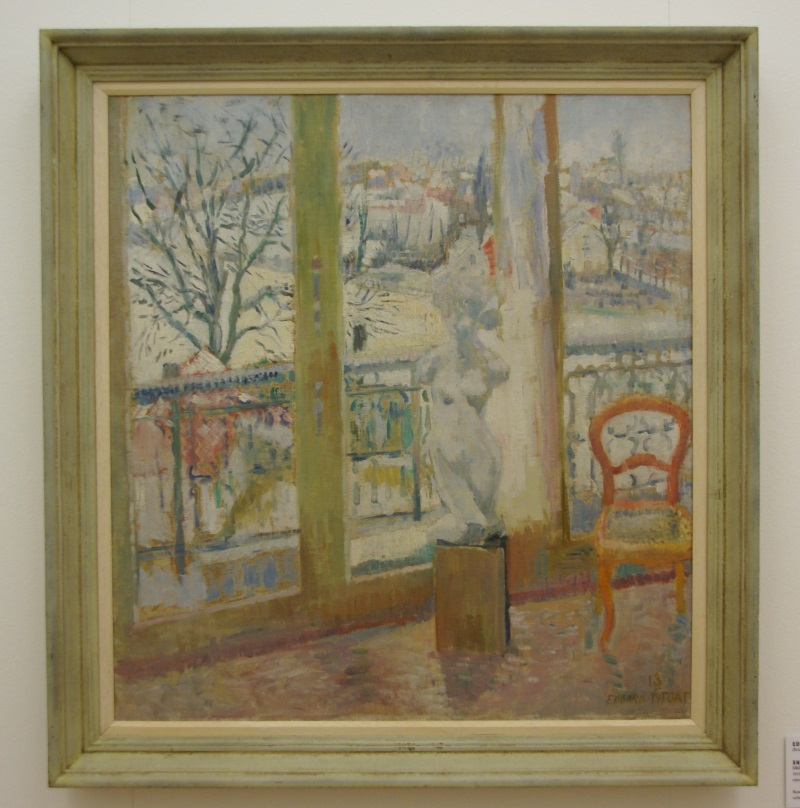
Effet neige à Watermael, 1913 Musée de Fundatie, Zwolle
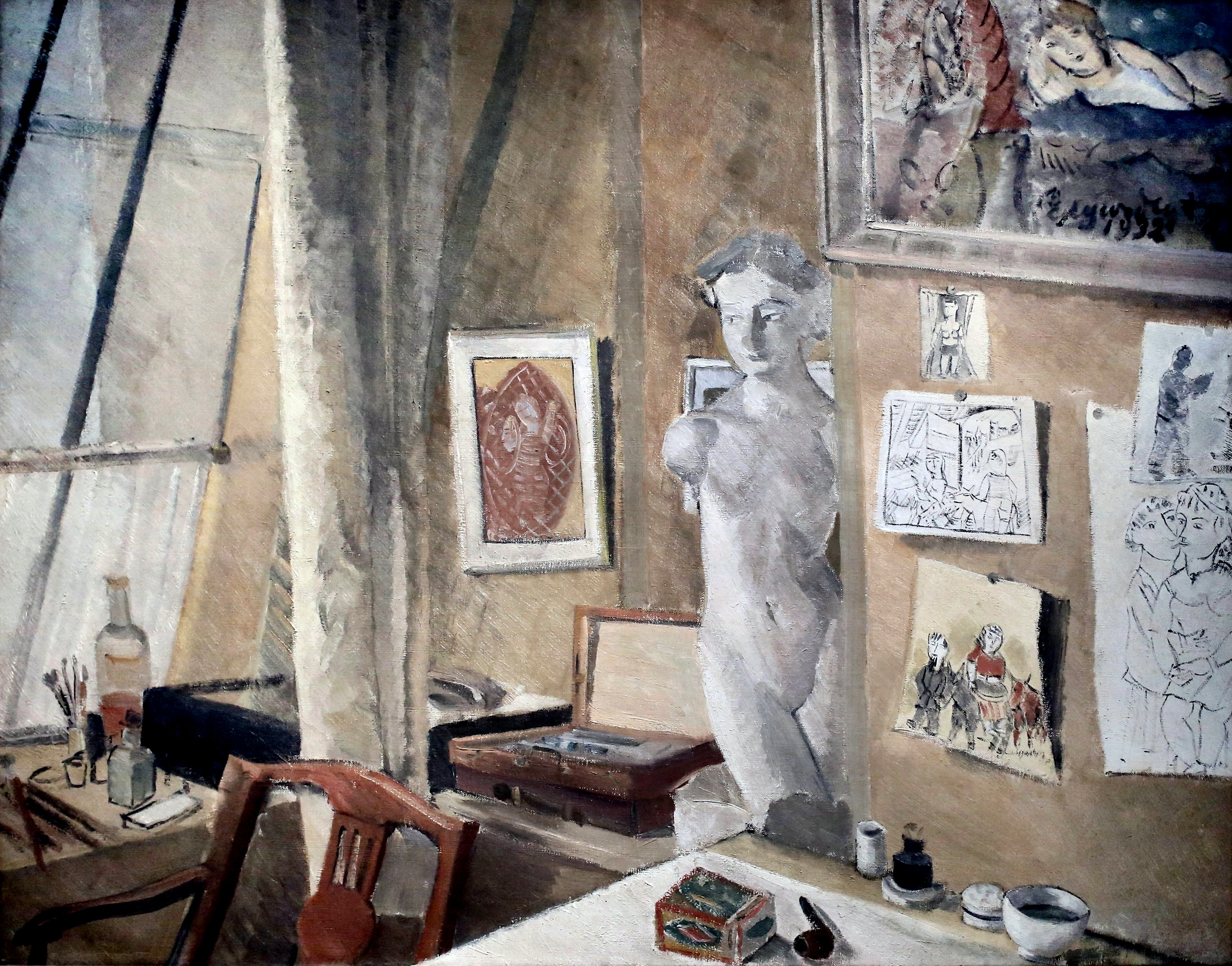
Coin d'atelier, 1932
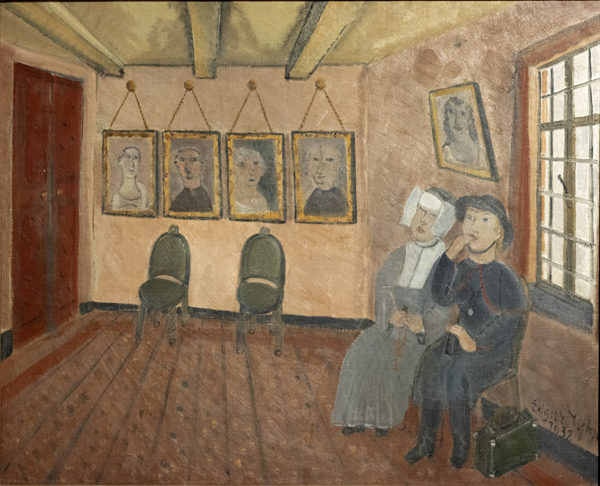
La Salle de consultation, 1932 Musée d'Art à la mer
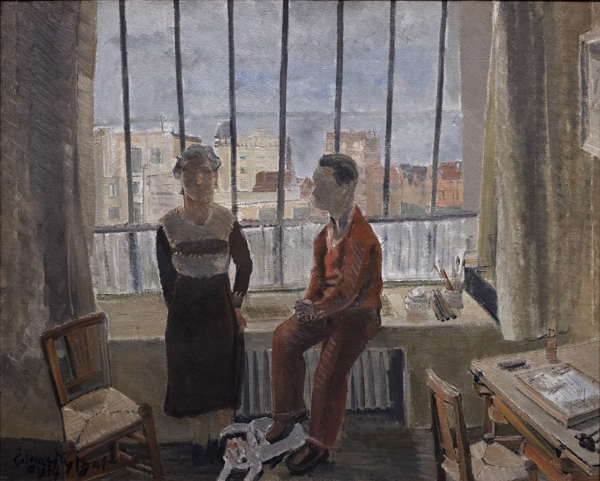
L'Atelier du peintre, 1934 Musée des Beaux-Arts de Gand
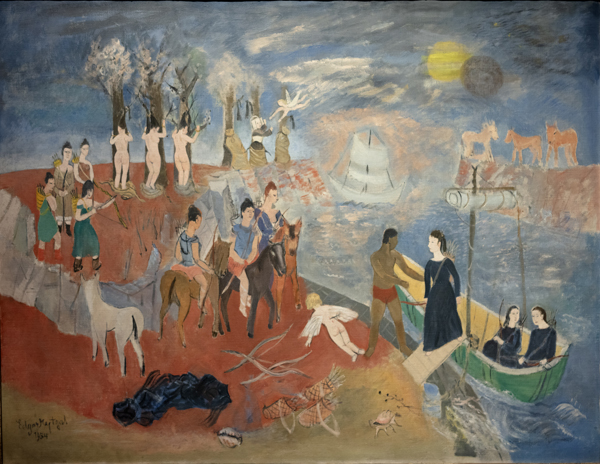
Une page d'une nuit de songe d'une novice, 1954 Musée d'Art à la mer

### Autres Musées
- Arlon, musée Gaspar, collections de l'Institut archéologique du Luxembourg : lithographie[18].
- Ixelles.
- La Louvière, Centre de la gravure et de l'image imprimée[2], 15 œuvres.
- Liège.
- Mons.

## Hommages et distinctions
Les musées royaux des beaux-arts de Belgique organisent une rétrospective en 1974 : Edgard Tytgat, Evocation d'une vie.
En septembre 2022, Le Dessableur no 6, la revue trimestrielle du Centre belge de la bande dessinée dans sa rubrique consacrée à la bande dessinée belge d'avant 1930 présente le peintre Edgard Tytgat dans lequel on découvre son travail graphique dans un reportage signé Noelia Diaz Iglesias (dessin) sur un scénario de Greg Shaw sur notamment Quelques images de la vie d'un artiste de 1946.
Les distinctions suivantes lui ont été attribuées :
- Commandeur de l'ordre de Léopold II.
- Officier de l'ordre de Léopold.
- Officier de l'ordre de la Couronne (26 juillet 1930)[19].

#### Livres
- Albert Dasnoy, Edgard Tytgat : catalogue raisonné de son œuvre peint, Bruxelles : Laconti, 1965, 315 p.
- Willy Van Den Bussche, Edgard Tytgat, Gand, Snoeck-Ducaju & Zoon, 1998.  — Catalogue de l’exposition au MMK Oostende.
- Jean-Marc de Pelsemaeker et Emmanuel Beer, Edgard Tytgat, imagier populaire, Bruxelles, Fondation Albert Marinus, 2002, 96 p. (OCLC 66763220)

#### Articles
- Guy Duplat, « Edgard Tytgat, les fantasmes d'un faux naïf », La Libre Belgique,‎ 25 décembre 2017 (lire en ligne , consulté le 25 octobre 2024).